# Brunfelsia martiana
Brunfelsia martiana là loài thực vật có hoa trong họ Cà. Loài này được Plowman mô tả khoa học đầu tiên năm 1974.